# Woking High School
Woking High School (tidigare kallad Horsell High School) är en samskola i Horsell- området i Woking, England.
Den har cirka 1200 elever. 